# Richel

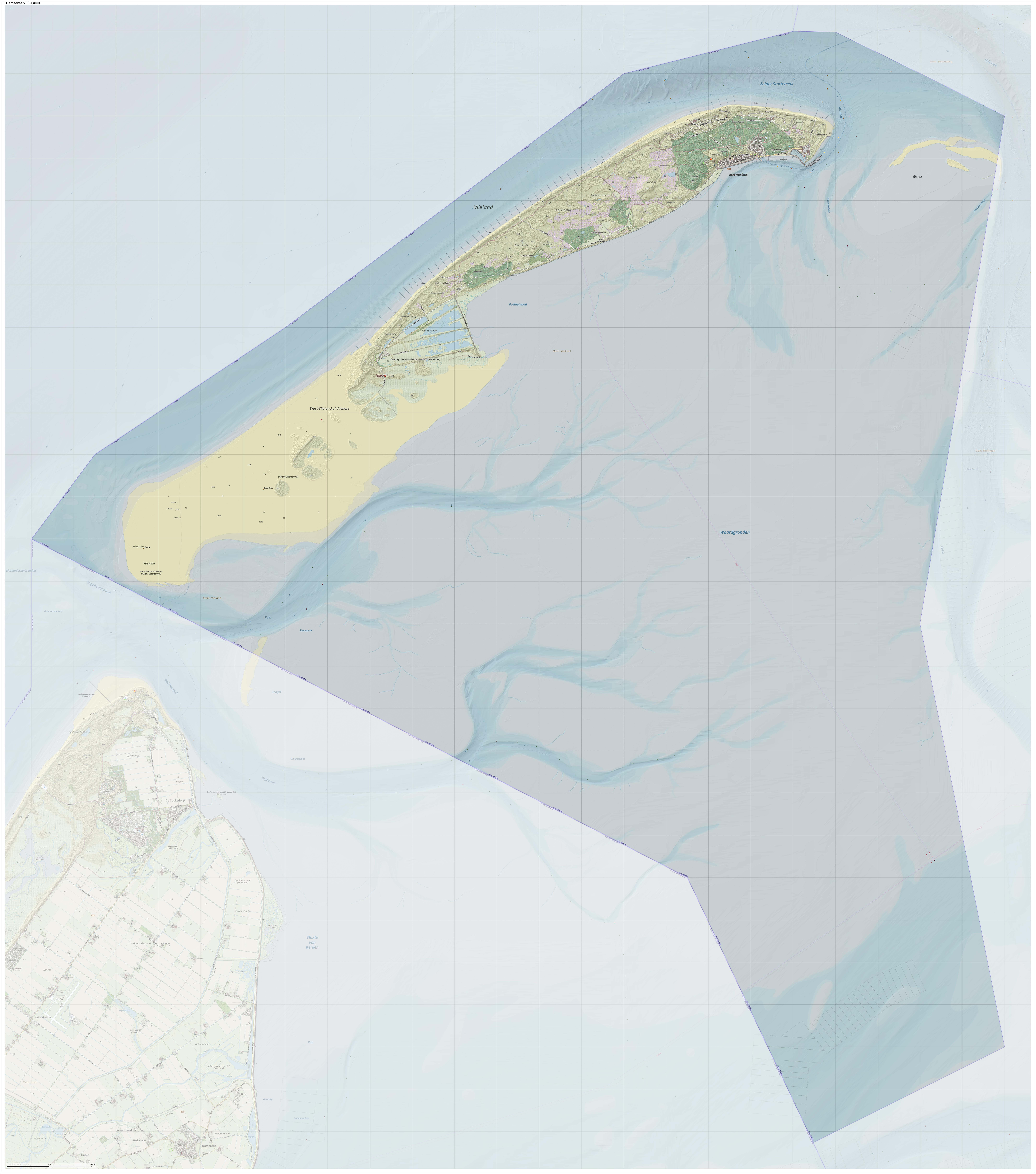
Karte der Gemeinde Vlieland, mit der Sandbank Richel im Osten

Richel ist der Name einer Sandbank im Wattenmeer, etwa 1 km östlich vom nördlichsten Punkt der Insel Vlieland. Die Sandbank gehört zur gleichnamigen niederländischen Gemeinde Vlieland.
Richel hat eine Fläche von 116 Hektar und ist im Wesentlichen vegetationslos. Es ist zeitweise durch Strand-Quecke (Elytrigia juncea subsp. boreoatlantica) bewachsen. Die Insel ist ein wichtiges Brutgebiet für den Sandregenpfeifer (Charadrius hiaticula), den Seeregenpfeifer (Charadrius alexandrinus) und die Zwergseeschwalbe (Sterna albifrons), die in wechselnden Mengen vorkommen. Daneben ist Richel das wichtigste Ruhegebiet für die Kegelrobbe im Wattenmeer.